# Eremias przewalskii
Eremias przewalskii is een woestijnhagedissensoort uit de familie echte hagedissen (Lacertidae). 
De wetenschappelijke naam van de soort werd voor het eerst voorgesteld door Alexander Strauch in 1876. Ze was ontdekt tijdens de expeditie doorheen oostelijk Azië onder leiding van Nikolaj Przewalski in 1870-1872. Strauch beschreef de reptielen die tijdens die expeditie werden verzameld.
De soort komt voor in het westen, midden en zuiden van Mongolië en de aangrenzende delen van Rusland, Kirgizië en China. De typelocatie is de Ala-Shan-woestijn, een zuidelijke uitloper van de Gobiwoestijn, in Binnen-Mongolië (China).